# REV Classic 2016
La 11e édition de la REV Classic a eu lieu le 20 février 2016. La course fait partie du calendrier UCI Oceania Tour 2016 en catégorie 1.2.
L'épreuve a été remportée lors d'un sprint à trois coureurs par le Néo-Zélandais Dion Smith (Équipe nationale de Nouvelle-Zélande) qui s'impose respectivement devant l'Australien Mark O'Brien (Avanti IsoWhey Sports) et son coéquipier et compatriote Taylor Gunman.

## Présentation

### Équipes
Classée en catégorie 1.2 de l'UCI Oceania Tour, la REV Classic est par conséquent ouverte aux équipes continentales professionnelles, aux équipes continentales, aux équipes nationales et aux équipes régionales et de clubs.
Douze équipes participent à cette REV Classic - trois équipes continentales, une équipe nationale et huit équipes régionales et de clubs :
| Équipes continentales    | Équipes continentales | Équipes continentales |
| Nom de l'équipe          | Pays                  | Code                  |
| ------------------------ | --------------------- | --------------------- |
| Avanti IsoWhey Sports    | Australie             | AIW                   |
| Data3 Cisco Racing-Scody | Australie             | DSR                   |
| Kenyan Riders Downunder  | Kenya                 | KRD                   |

| Équipe nationale                     | Équipe nationale | Équipe nationale |
| Nom de l'équipe                      | Pays             | Code             |
| ------------------------------------ | ---------------- | ---------------- |
| Équipe nationale de Nouvelle-Zélande | Nouvelle-Zélande | NZL              |

| Équipes régionales et de clubs | Équipes régionales et de clubs | Équipes régionales et de clubs |
| Nom de l'équipe                | Pays                           | Code                           |
| ------------------------------ | ------------------------------ | ------------------------------ |
| L&M Group-Ricoh                | Nouvelle-Zélande               | -                              |
| Livingstone Building           | Nouvelle-Zélande               | -                              |
| Opus International             | Nouvelle-Zélande               | -                              |
| Rotorua Racing                 | Nouvelle-Zélande               | -                              |
| Sign Factory                   | Nouvelle-Zélande               | -                              |
| Škoda Racing                   | Nouvelle-Zélande               | -                              |
| Speed Works                    | Nouvelle-Zélande               | -                              |
| Spoken Cycles                  | Nouvelle-Zélande               | -                              |

## Classements

### Classement final
| Classement final | Classement final | Classement final | Classement final                     | Classement final  |
|                  | Coureur          | Pays             | Équipe                               | Temps             |
| ---------------- | ---------------- | ---------------- | ------------------------------------ | ----------------- |
| 1er              | Dion Smith       | Nouvelle-Zélande | Équipe nationale de Nouvelle-Zélande | en 3 h 38 min 3 s |
| 2e               | Mark O'Brien     | Australie        | Avanti IsoWhey Sports                | + 0 s             |
| 3e               | Taylor Gunman    | Nouvelle-Zélande | Équipe nationale de Nouvelle-Zélande | + 0 s             |
| 4e               | Matthew Zenovich | Nouvelle-Zélande | Avanti IsoWhey Sports                | + 5 min 54 s      |
| 5e               | Brad Evans       | Nouvelle-Zélande | Livingstone Building                 | + 6 min 51 s      |
| 6e               | Sam Crome        | Australie        | Avanti IsoWhey Sports                | + 6 min 51 s      |
| 7e               | Saxon Irvine     | Australie        | Data3 Cisco Racing-Scody             | + 6 min 51 s      |
| 8e               | Daniel Molyneux  | Nouvelle-Zélande | Škoda Racing                         | + 6 min 51 s      |
| 9e               | Nick Miller      | Nouvelle-Zélande | Kenyan Riders Downunder              | + 6 min 51 s      |
| 10e              | Frank Sutton     | Nouvelle-Zélande | Speed Works                          | + 6 min 51 s      |
| modifier         |                  |                  |                                      |                   |

### UCI Oceania Tour
Cette REV Classic attribue des points pour l'UCI Oceania Tour 2016, par équipes seulement aux coureurs des équipes continentales professionnelles et continentales, individuellement à tous les coureurs sauf ceux faisant partie d'une équipe ayant un label WorldTeam.
| Position           | 1er | 2e | 3e | 4e | 5e | 6e | 7e | 8e à 10e |
| Classement général | 40  | 30 | 25 | 20 | 15 | 10 | 5  | 3        |

## Liste des participants
- Liste de départ complète